# Ciaran O’Grady
Ciaran O’Grady ist ein irischer Theater- und Filmschauspieler, Stuntman und Stunt Coordinator.

## Leben
O’Grady ist seit 1998 in der Film- und Theaterbranche tätig. 2003 absolvierte er das Theaterstudienprogramm am Inchicore College und lernte später an der Irish Dramatic Combat Academy. Er erfuhr in Irland und den USA umfangreiche Schulungen im bewaffneten und unbewaffneten Choreografien. Er gilt als einer der führenden irischen Experten für Kampfchoreografien und Stunt Koordinationen und tritt selber als Stunt-Darsteller in Erscheinung. Er unterrichtet an der Gaiety School of Acting und der Lir Academy und ist Mitglied des Stunt Register Ireland und seit 2006 ebenfalls Mitglied von Whiplash Productions.
2008 debütierte er in einer Nebenrolle im Spielfilm Anton als Schauspieler. Es folgten mehrere Besetzungen in verschiedenen Kurzfilmen und Besetzungen in Episodenrollen in Fernsehserien wie Die Tudors, Ripper Street, Game of Thrones oder Red Rock. Von 2013 bis 2020 war er als Stuntman in der Fernsehserie Vikings tätig, übernahm aber auch kleinere Charakterrollen. Größere Filmrollen übernahm er 2011 in Paladin – Der Drachenjäger und 2013 in Paladin – Die Krone des Königs.

## Filmografie

### Schauspieler
- 2008: Anton
- 2008: Craic Whores (Kurzfilm)
- 2008: Duality (Kurzfilm)
- 2009: Stinge (Kurzfilm)
- 2009: Die Tudors (The Tudors) (Fernsehserie, Episode 3x05)
- 2009: Cold Turkey (Kurzfilm)
- 2009: Bad Blood (Kurzfilm)
- 2010: Craic Whores 2: The Ballad of Slutmagic (Kurzfilm)
- 2011: An Tain Darkness Descends (Kurzfilm)
- 2011: Paladin – Der Drachenjäger (Dawn of the Dragonslayer)
- 2012: A Christmas Carol
- 2012: Die Helden der Titanic (Saving the Titanic) (Fernsehfilm)
- 2013: Ripper Street (Fernsehserie, Episode 1x07)
- 2013: Game of Thrones (Fernsehserie, Episode 3x10)
- 2013: Paladin – Die Krone des Königs (The Crown and the Dragon)
- 2015: Red Rock (Fernsehserie, Episode 2x04)
- 2015–2020: Vikings (Fernsehserie, 4 Episoden)
- 2016: Trial of the Century (Mini-Serie, Episode 1x01)
- 2019: Krypton (Fernsehserie, Episode 2x03)
- 2020: Cold Courage (Fernsehserie, Episode 1x01)
- 2020: Russian Holiday (Kurzfilm)
- 2020: Legionnaire's Trail

### Stunts
- 2007: Feud (Mini-Serie)
- 2013–2020: Vikings (Fernsehserie, 32 Episoden)
- 2014: Reign (Fernsehserie, Episode 2x01)
- 2015: Love Is a Sting (Kurzfilm)
- 2015: Jekyll & Hyde (Fernsehserie, Episode 1x04)
- 2015–2017: Red Rock (Fernsehserie, 6 Episoden)
- 2016: Penny Dreadful (Fernsehserie, 7 Episoden)
- 2016: Summon Her Children (Kurzfilm)
- 2017: Gottes Wege sind blutig (Pilgrimage)
- 2017: The Cured: Infiziert. Geheilt. Verstoßen. (The Cured)
- 2017: Leave to Remain (Kurzfilm)
- 2018: Into the Badlands (Fernsehserie, 4 Episoden)
- 2018: Maria Stuart, Königin von Schottland (Mary Queen of Scots)
- 2019: Wenn du König wärst (The Kid Who Would Be King)
- 2019: How to Fake a War
- 2019: Supervized
- 2020: Cold Courage (Fernsehserie, 2 Episoden)
- 2020: Legionnaire's Trail
- 2020: Kathleen Was Here (Kurzfilm)
- 2020: Redemption of a Rogue
- 2020: Nan: The Movie
- 2021: Vikings: Valhalla (Fernsehserie, 6 Episoden)